# Canning Reservoir
Das Canning Reservoir ist ein Stausee im Südwesten des australischen Bundesstaates Western Australia. Es ist ein wichtiger Trinkwasserspeicher für die Stadt Perth und liegt in der Darling Range im Verlauf des Canning River. Die Beton-Schwerkraftstaumauer besaß zur Zeit ihres Baus besonders moderne Konstruktion und hydraulische Auslegung. Bis in die 1960er-Jahre war das Canning Reservoir die wichtigste Süßwasserquelle für Perth; erst dann legte man weitere Stauseen an. Heute liefert das Reservoir etwa 20 % des Süßwassers für die Stadt. Der Zulauf zum Canning Reservoir wird auf 22 Mio. m³/Jahr geschätzt und die Speicherkapazität auf 90,352 Mio. m³.
Seit seiner Fertigstellung 1940 hat das Canning Reservoir eine Vielzahl ökologischer Probleme, wie häufigere Algenblüte, Verlust von Lebensräumen und Sedimentation, verursacht. Dennoch ist das Canning Reservoir mit seiner Umgebung als Erholungsgebiet beliebt.

## Geschichte
Der Ausbau des Canning River als Süßwasserquelle für Perth wurde erstmals 1896 vom ersten Metropolitan Water Works Board of Perth vorgeschlagen. Die Standortuntersuchungen begannen 1897, als der Bauingenieur Thomas Hodgeson den Standort der heutigen Staumauer vermaß und als möglichen Standort vorschlug. Trotz den Forderungen nach weiteren Untersuchungen und einer extremen Wasserknappheit in einigen Jahren konnte man bis zur Weltwirtschaftskrise in den 1930er-Jahren kein Geld für den Bau der Staumauer aufbringen.
1924 wurde ein kleines Wehr 6 km unterhalb der heutigen Canning-Staumauer gebaut. Es war nur als schnelle Lösung für die Probleme in der Wasserversorgung von Perth gedacht und bald wurde klar, dass man einen größeren Stausee benötigte. Dennoch dauerte es noch neun Jahre bis zum Baubeginn der heutigen Staumauer. 1940 wurde der Stausee zum Preis von 1,1 Mio. AU-$ fertiggestellt. Bauingenieur Russell Dumas entwarf die Staumauer und überwachte den größten Teil des Baus.
1951 wurde als Verbesserung ein betonbefestigter Kanal gebaut, um den Wasserfluss vom Einzugsgebiet des nahegelegenen Kangaroo Gully umzuleiten. Das Canning Reservoir war bis zur Boom-Wachstumsphase von Perth in den 1960er-Jahren und bis zum Bau des Serpentine Reservoirs 1961 die wichtigste Süßwasserquelle der Stadt. 1975 wurde der Stausee  durch den Canning-Tunnel an das Integrated Water Supply Scheme von Perth angeschlossen. Vor dessen Eröffnung war das Wasser durch den Canning Contour Channel nach Gosnells geflossen.
Heute liefert das Canning Reservoir immer noch etwa 20 % des Trinkwassers von Perth und spielt in der Entwicklung der Stadt eine wichtige Rolle.
Das Canning Reservoir dient auch als Speicher für das kürzlich fertiggestellte Kwinana Desalienation Plant (Umkehrosmosewerk). Das entsalzte Wasser aus dem Werk kann von der Forrestdale Pumping Station in den See gepumpt werden.

## Hydrologie
Das Einzugsgebiet des Stausees liegt in der Darling Range, die Teil des Schildes darstellt, das vorwiegend aus Granit mit einigen linearen Einlagerungen von verändertem Sedimentgestein und Vulkangestein besteht.
Die Staumauer liegt in einem engen Tal, das in Ost-West-Richtung verläuft, mit Felsabstürzen zum Flussbett hin. Hinter der Staumauer mündet der Canning River South in den Hauptfluss. So formte das Wasser einen Stausee, der drei Hauptarme nach Osten, Südosten und Süden besitzt.

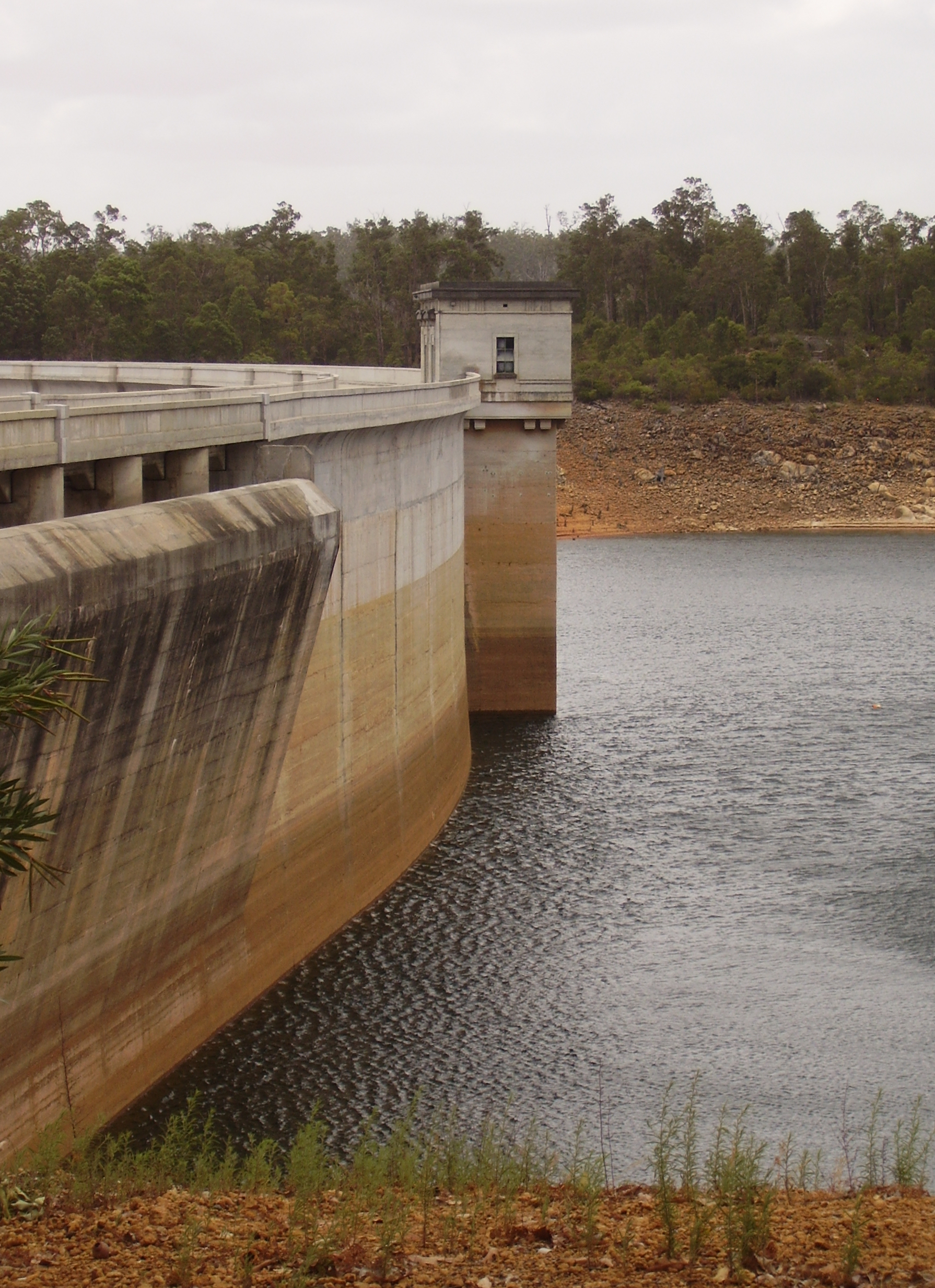
Canning-Staumauer bei 34,4 % Füllgrad des Stausees

Der Einzugsbereich ist 804 km² groß. Der Stausee liegt auf 200 m Höhe und höchste Punkt im Einzugsbereich, der Mount Cooke, ist 582 m hoch.
Die jährlichen Regenfälle liegen bei ca. 900 mm; der meiste Regen fällt von Mai bis September. Die Verteilung der Regenfälle im Einzugsgebiet variiert aber stark zwischen 700 mm und 1300 mm pro Jahr.
Seit 1975 haben die langfristig durchschnittlichen Regenfälle am Stausee um 20 % abgenommen und der Wasserfluss in das Einzugsgebiet um ca. 60 % – der jährliche Wasserzufluss von 1948 bis 1974 betrug 52 Mio. m³, während er von 1975 bis 2004 nur noch 22 Mio. m³ betrug.

## Bau

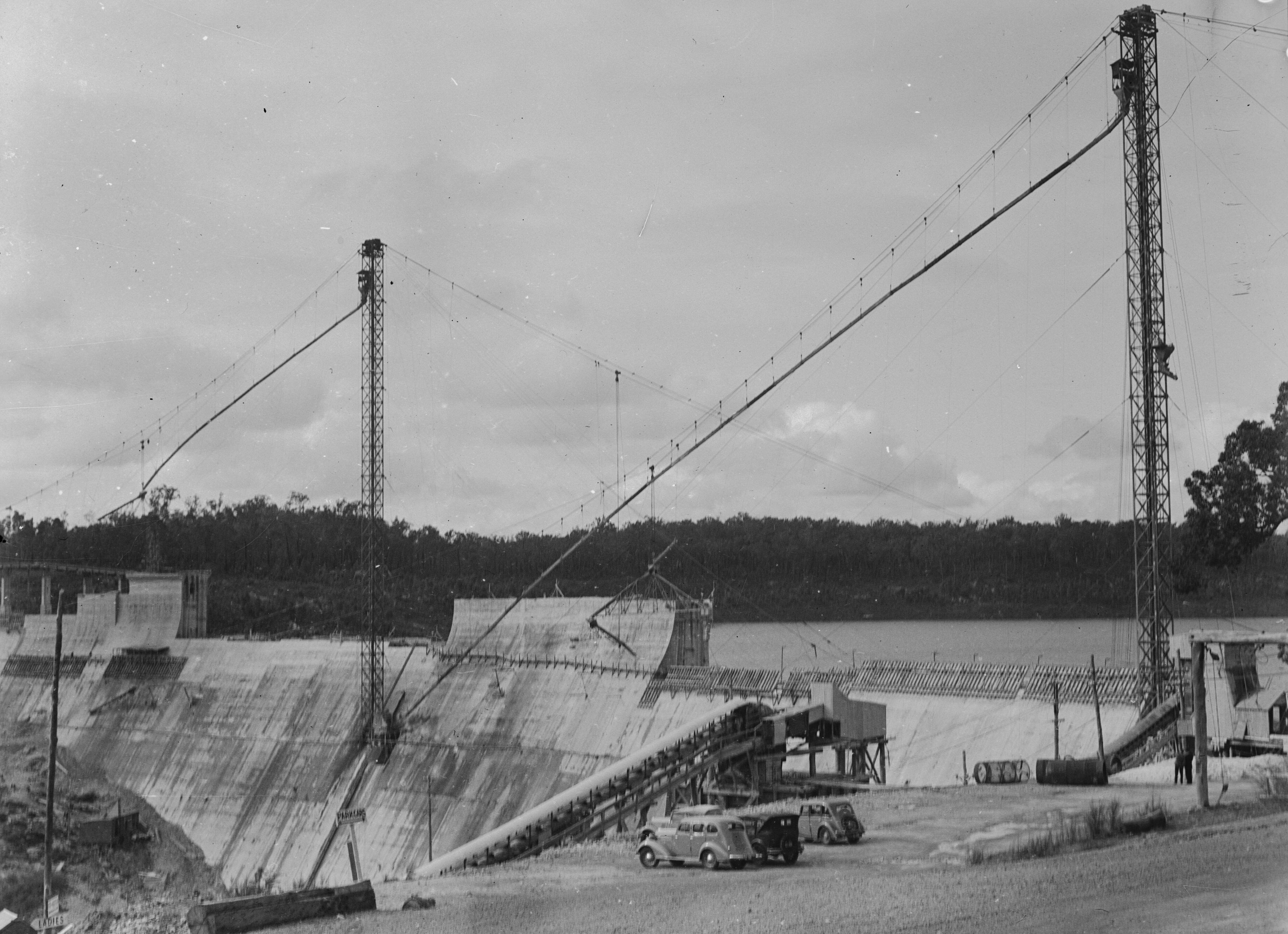
Bau der Staumauer (1939)

Der Bau des Canning Reservoirs beendete eine lange Zeit der unzureichenden Wasserversorgung für Perth. Es gab in dieser Zeit sowohl Qualitätsmängel (Salzgehalt oder bakterielle Belastung oder beides) als auch Quantitätsmängel. Das Projekt, das größte öffentliche Bauprogramm der Dekade, führte zu einem merklichen Wachstum der örtlichen Wirtschaft und sorgte für ca. 500 dringend benötigte Arbeitsplätze.
Viele innovative Konstruktionsprinzipien und Baumethoden, die neu in Australien waren, wurden bei diesem Projekt angewandt. Erprobte Methoden, die man beim Bau des nahegelegenen Wellington Reservoir anwandte, wurden verbessert.
Bei der Canning-Staumauer musste, wie bei allen Staumauern, darauf geachtet werden, Leckagen zwischen dem Felslager und der Staumauer zu vermeiden. An der Canning-Staumauer sah man zusätzlich zur Abtragung der Felslager bis auf dem festen Stein ohne Brüche einen Graben auf der Wasserseite der Staumauer vor, der mit einer felsgefüllten Drainage mit offenen, verbundenen Röhren kombiniert war, um jede Undichtigkeit zwischen den Felslagern und dem Beton der Staumauer zu begegnen. Der Einbau eines internen Drainagesystems galt damals als neuartig. Fast vertikale, 200 mm starke Drainagerohre wurden in 1,52 m Abstand entlang der Staumauer angebracht, um interne Leckagen durch den Beton abzuführen.
Neben Arbeitsmethoden auf dem damaligen Stand der Technik wurden in einigen Fällen auch arbeitssparende Maschinen eingesetzt, um die Arbeitsleistung zu verbessern. Hilfspersonal wurde vornehmlich für Vorortbauten, den Straßenbau, Erdarbeiten für die Gründung der Staumauer, das Abholzen der Flächen des späteren Seebeckens und für einige Betonarbeiten eingesetzt. Gelernte Arbeiter wurden auf der Staumauer den Bau der Schalung, in die der Beton eingefüllt wurde, benötigt. Diese Arbeiter wurden vermutlich zu normalen Tagessätzen angestellt, wie dies bei diesem Projekt üblich war. Die Lagerung von Zement in Silos wurde hier auch erstmals auf einer australischen Baustelle eingesetzt, was gegenüber dem damals üblichen Umgang mit Zementsäcken eine wesentliche Zeitersparnis brachte.
Im Allgemeinen schritten die Arbeiten wie geplant fort und es gab nur wenige Rückschläge aus der Sicht der Ingenieure. Ein wesentliches Problem allerdings trat bald nach Baubeginn auf: Im März 1934 brachte ein schlimmes Unwetter 130 mm Regen in weniger als zwei Tagen. In der Folge stieg der Fluss schnell an und überschwemmte die Baustelle der Dammgründung. Es mussten Pumpen installiert werden und drei Tage später wurden die Arbeiten fortgesetzt.
Im September 1940 wurde die Staumauer fertiggestellt. Es war damals die längste Beton-Schwerkraftstaumauer in Australien, und auch der zweithöchste nach dem Burrinjuck-Staudamm in New South Wales. 1997 war die Canning-Staumauer unter 90 großen Beton- und Mauerwerk-Schwerkraftstaumauern in Australien immer noch die fünfthöchste und sechstlängste. Es ist die größte Betonstaumauer in Western Australia nach Kronenlänge und Mauervolumen.
Die Baukosten lagen deutlich unter der geplanten Summe und die Arbeiten wurden rechtzeitig fertiggestellt. Die Bauzeit betrug 7 Jahre.

### Reparaturarbeiten
Im oberen Teil und an der Krone  trat am Damm deutliche Rissbildung auf. Untersuchungen zeigten, dass diese auf alkalische Reaktionen im Beton zurückzuführen sind. Diese Reaktionen führen zu einem Aufquellen des Betons, was zu einer Zunahme sekundärer Druckspannungen und lokalen Rissen führen kann. Letztendlich führt dies zu Rissen in der Struktur der Betonmauer. Zusätzlich nehmen die Zugfestigkeit und die Elastizität des Betons deutlich ab. Viele alte Betonstaumauern leiden unter diesen alkalischen Reaktionen, u. a. auch der Fontana-Damm in Tennessee und der Pian Telessio in Italien.
In den Jahren 1999 bis 2001 wurden ausgedehnte Reparaturarbeiten zur Verstärkung der Staumauer unternommen. Die oberen 3,8 m der vorhandenen Staumauer wurden entfernt und Bohr- und Sprenglöcher in die Staumauer und bis zu 70 m in die Felsgründung darunter eingebracht. Der obere Teil der Staumauer wurde dann aus bewehrtem Beton wieder aufgebaut. Schließlich wurden permanente, nachspannbare Grundanker durch die gebohrten und gesprengten Löcher bis in die Felsgründung eingebracht. Zur Zeit des Abschlusses dieser Arbeiten waren dies die längsten und stärksten permanenten Grundanker, die jemals eingebaut wurden.
Eine neue Bohr- und Sprengtechnik namens Penetrating Cone Fracture (PCF) wurde bei diesen Reparaturarbeiten eingesetzt. PCF wurde konventionellen Bohr- und Sprengtechniken wegen des geringeren Risikos einer Schädigung der vorhandenen Struktur durch Vibrationen und des geringeren Auftretens von Schadgasen und Staub vorgezogen.

## Umweltprobleme
Durch den Bau des Canning Reservoirs wurde, wie bei ähnlichen Trinkwasserstauseen, der Wasserstand im Canning River um bis zu 96 % gesenkt. Einige Süßwasserfischarten, die endemisch in den Gewässern des Südwestens von Western Australia vorkommen, finden sich im Canning River, aber Studien über Fische und ihre Lebensräume in der Gegend zeigten, dass die Anzahl der Fische wegen des Verlustes des Lebensraumes und des Verlustes der Verbindung zu den Laichgründen wegen des geringen Wasserstandes klein ist. Die Wanderung der Fische flussaufwärts zu den Laichgründen ist stark behindert. Stehendes Wasser, das durch zu geringen Wasserstand entsteht, hat einen Lebens- und Laichraum für eine eingeschleppte Fischart, den Koboldkärpfling (Gambusia affinis) geschaffen.
Das Aufstauen des Canning River hat eine dramatische Absenkung des Wasserstandes verursacht, die unterhalb der Staumauer den Besatz mit Mikroorganismen deutlich verändert hat. Der Wassermangel hat auch zu einem verminderten Spüleffekt unterhalb der Staumauer geführt. Eine riesige Menge an Nährstoffen aus Düngern und Tierexkrementen hat Algenblüte und Eutrophierung verursacht.
Viele Pools im Fluss, die wichtige Rückzugsgebiete für die aquatische und terrestrische Flora und Fauna darstellten, gingen durch Sedimentation und Veränderung des Wasserflusses verloren, die durch das Aufstauen des Canning River verursacht wurden.
Das periodische Fluten des Canning River vom Stausee aus ist notwendig, um Saatgut zu verteilen, die Keimung anzuregen, sicherzustellen, dass die Setzlinge überleben, niedrige Grundwasserstände wieder aufzufüllen – was in Dürrezeiten besonders wichtig ist – und den Wuchs von Unkraut einzudämmen. In Zeiten geringer Regenfälle wird das Fluten aber reduziert.

## Freizeitaktivitäten
Am Stausee und in der Umgebung gibt es verschiedene Freizeitmöglichkeiten. Man findet dort eine Reihe von Picknickplätzen (mit Gasgrills), Aussichtspunkten und Wanderwege – viele davon mit Zugang für Rollstuhlfahrer. Wandern kann man im gesamten Einzugsgebiet, besonders den Bibbulum Track entlang, der etwa 10 km flussaufwärts der Staumauer durch den Einzugsbereich führt. Verschiedene Mountainbike-Wege durchziehen die Monadnocks Conservation Reserve am Canning River und angrenzende Staatsforste.
Im Canning Reservoir, im Canning River und seinen Nebenflüssen wird illegal nach Marron-Flusskrebsen (Cherax tenuimanus bzw. Cherax cainii) gefischt, vor allen Dingen im Sommer. Bootfahren, Fischen und Schwimmen sind aus hygienischen Gründen im Stausee verboten. Wildes Campen (einschließlich Übernachtungen außerhalb ausgewiesener Bereiche) und die unerlaubte Anlage von Wanderwegen kommen im Einzugsgebiet des Stausees immer häufiger vor. Auch fahren viele Leute mit Autos in das Gebiet, fischen und jagen Schwarzwild.